# Træspidsmus
Træspidsmus (Scandentia) er en orden i klassen pattedyr. Længe var systematikken for disse dyr uklar. Nogle zoologer regnede dem til ordenen insektsædere og andre til ordenen primater. Man har tidligere kun anerkendt en familie, Tupaiidae, men nyere litteratur inddeler træspidsmusene i to familier, Tupaiidae og Ptilocercidae. Der er cirka 20 arter i fem slægter.

## Udbredelse
De forekommer i tropiske regnskove i Syd- og Sydøstasien, nærmere bestemt i Indien, i det sydøstlige Kina, på den malajiske halvø og i den sydøstasiatiske øverden.

## Udseende
En træspidsmus ligner et egern med lang snude. Den har en slank krop som bærer en tæt pels. Lemmerne har fem fingre som bærer skarpe kløer. Disse kløer anvendes hovedsageligt til klatring. Pelsen er rødbrun eller mørkebrun og på undersiden lidt lysere. Alle arter har en forholdsvis stor hjerne og 38 tænder.
Træspidsmusen er mellem 10 og 23 centimeter lang og vejer mellem 40 og 350 gram. Hertil kommer en hale som oftest er lige så lang som kroppen.

## Levevis
Med undtagelse af arten Ptilocercus lowii er alle arter dagaktive. De er gode til at løbe og klatre. De fleste arter lever i skove, men her bevæger de sig især på jorden. Træspidsmus er altædende og lever både af animalisk føde som insekter eller mindre hvirveldyr og af vegetabilsk føde som frugter.

## Forplantning
I drægtighedsperioden bygger hunnen et bo til sine unger. Ungerne fødes nøgne og blinde. Hunnen lader ungerne die efter fødslen. Herefter kommer hun kun hver anden dag til boet for at give die. På grund af mælkens høje fedtindhold øger ungerne hurtigt deres vægt. Efter cirka fem uger holder hunnen op med at give die og nogle måneder senere er ungerne kønsmodne.

## Slægter
Træspidsmus inddeles i fem slægter:
- Familien Ptilocercidae, tidligere betragtet en underfamilie (Ptilocercinae):
  - Ptilocercus, med en art.

- Familien Tupaiidae, tidligere betragtet som en underfamilie (Tupaiinae):
  - Tupaia, med 14 arter.
  - Anathana, med en art.
  - Urogale, med en art.
  - Dendrogale, med to arter.